# Bécasseau d'Alaska
Calidris mauri
Espèce
Statut de conservation UICN

 LC  : Préoccupation mineure
Le Bécasseau d'Alaska, Calidris mauri, est une espèce de petits oiseaux limicoles de la famille des Scolopacidae et à la sous-famille des Calidridinae.

## Description
Le Bécasseau d'Alaska mesure 14 à 17 cm de longueur. Tout comme chez le Bécasseau semipalmé, les pattes noires présentent une palmure partielle.
La projection primaire est courte : la pointe des rémiges primaires arrive au niveau de la queue ou la dépasse quelque peu.
Un léger dimorphisme sexuel se remarque : le bec noir légèrement arqué vers l'extrémité est plus long chez la femelle que chez le mâle.

## Répartition
Ce bécasseau vit en Amérique et n'est qu'occasionnel en Europe de l'Ouest.

## Comportement
Le Bécasseau d'Alaska trottine rapidement sur les vasières. Il forme de grands groupes sur les reposoirs. Il est souvent associé au Bécasseau semipalmé.

## Voix
"Djit" aigu, fin, un peu rapeux. 

## Alimentation

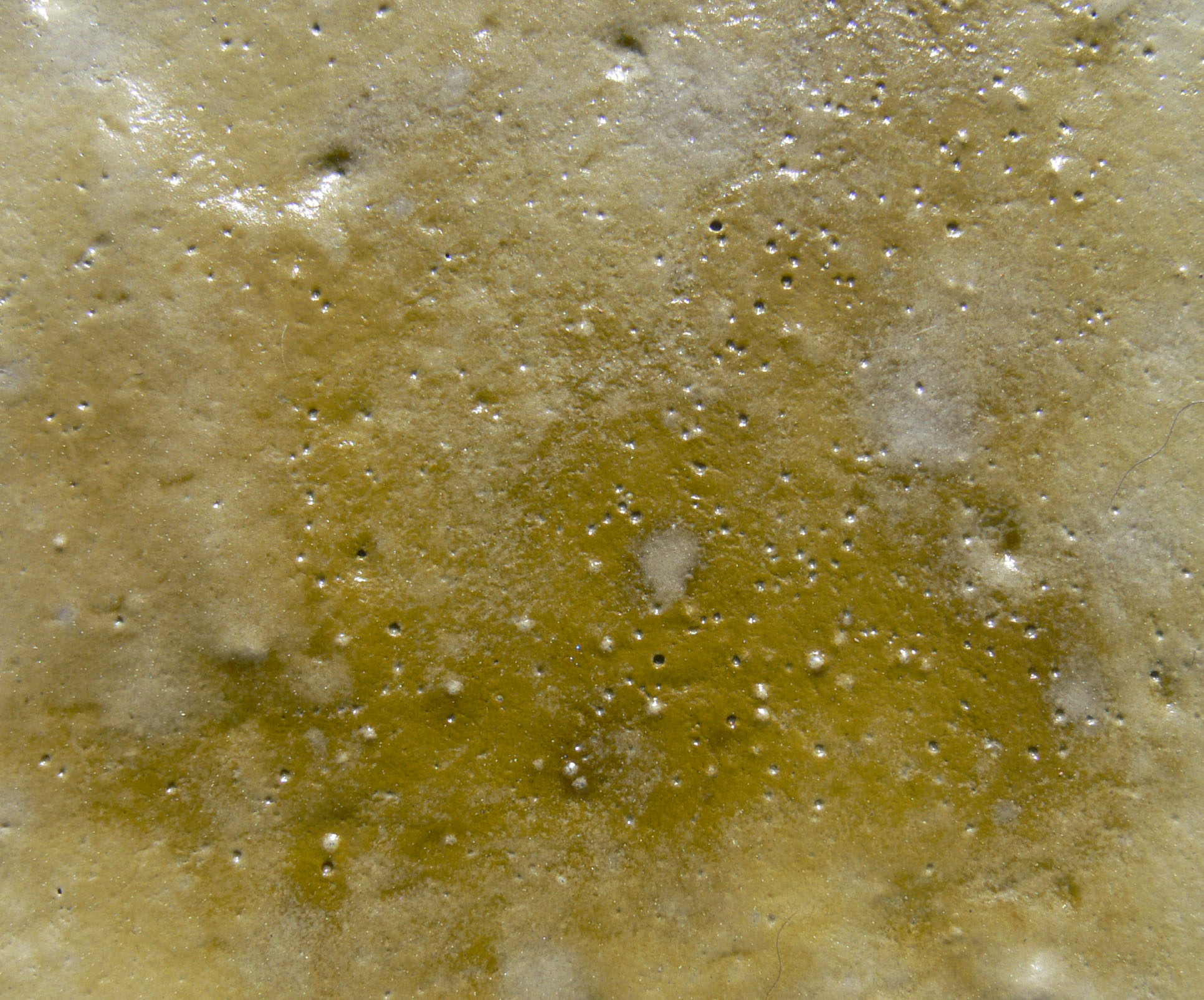
Biofilm superficiel intertidal, en grande partie photosynthétique sur vase estuarienne exondée, se formant à marée descendante ; C'est une source de nourriture essentielle pour le Bécasseau d'Alaska (et de nombreux invertébrés) qui trouvent là jusqu'à 50 % des ressources énergétiques dont ils ont besoin

On a montré par l'étude conjointe d'enregistrements vidéo et du contenu stomacal et d'isotopes stables comme marqueurs, que le Bécasseau d'Alaska se nourrit en grande partie d'algues et de bactéries qu'il trouve dans le biofilm intertidal.
Auparavant, ce type de biofilm était uniquement considéré comme une source de nourriture pour les invertébrés râpeurs et quelques poissons spécialisés. Il constitue en fait de 45 à 59 % de la ration alimentaire totale de cette espèce. Et il fournit environ la moitié (50 %) de son budget énergétique quotidien.
Il est possible que cette espèce puisse profiter d'une augmentation de l'épaisseur du biofilm due à l'eutrophisation générale de l'environnement. 
Ce constat implique aussi une concurrence entre cet oiseau et les invertébrés herbivores consommateurs primaires qui exploitent également cette ressource. Mais il est également possible qu'en remuant la couche superficielle du sédiment, l'oiseau favorise la régénération naturelle du biofilm qui à marée haute peut alors être consommé par les invertébrés aquatiques.

En outre, comme les taux de consommation individuels sont estimés à sept fois la masse corporelle par jour, et que les de bécasseaux d'Alaska atteignent souvent des dizaines de milliers d'individus, les oiseaux de rivage se nourrissant de biofilm pourraient avoir des impacts « majeurs » sur la dynamique sédimentaire. Le dragage et le chalutage, l'apport de polluants piégés par le biofilm ou susceptible de l'altérer (pesticides, antifoolings, cuivre...)  peut interférer avec la productivité de cette ressource. Les auteurs de cette étude soulignent « l'importance des processus physiques et biologiques de maintien du biofilm pour la conservation de certains oiseaux de rivage et des écosystèmes interditaux ».

### Sources
- Taylor D. (2006) Guide des limicoles d'Europe, d'Asie et d'Amérique du Nord. Delachaux & Niestlé, Paris, 224 p.